# Atosiban
Atosiban (nom comercial Tractocile) és un inhibidor de les hormones oxitocina i vasopressina. S'utilitza com a medicació intravenosa per a la tocòlisi, per aturar el part prematur. Malgrat que estudis inicials suggerien que es podria utilitzar com a esprai nasal i, per tant, sense ingrés hospitalari, no s'utilitza per aquesta via. Va ser desenvolupat per Ferring Pharmaceuticals a Suècia i citat per primera vegada el 1985.
Químicament és un producte modificat de l'oxitocina que inhibeix l'acció d'aquesta hormona a l'úter, el que atura les contraccions.
El 2005 la revisió sistemàtica feta per la Col·laboració Cochrane va demostrar que tot i que l'atosiban té menys efectes secundaris comparat amb les altres opcions terapèutiques, com la ritodrina, no és millor que el placebo en les seves accions principals, i un estudi mostrava pitjors resultats neonatals. Es suggeria que la nifedipina podria ser més prometedora.